# Amadej Maroša
Amadej Maroša (Murska Sobota, 7 febbraio 1994) è un calciatore sloveno, attaccante dell'NŠ Mura.

## Carriera
Con la maglia dell'NŠ Mura ha conquistato la Coppa di Slovenia 2019-2020 segnando in finale la rete del 1-0 contro il Nafta 1903.
Il 25 novembre 2021 regala ai Čarno-bejli la prima storica vittoria nei gironi di Conference League, segna al 94º minuto il gol vittoria ai danni del Tottenham (2-1).

## Palmarès

### Club

#### Competizioni nazionali
- Campionato sloveno: 1

NŠ Mura: 2020-2021
- Druga slovenska nogometna liga: 1

NŠ Mura: 2017-2018
- Coppa di Slovenia: 1

NŠ Mura: 2019-2020